# Жизнь в зоопарке (фильм)
«Жизнь в зоопа́рке» — оригинальное название фильма "Сила жизни". Советский короткометражный документальный фильм о зверях, снятый выдающимся режиссером и сценаристом Александром Михайловичем Згуриди в 1940 году. Есть версия, что фильм снят в том числе и о Московском зоопарке и о жизни животных в природе. Название "Жизнь в зоопарке" - второй вариант названия этого фильма. Под этим названием ("Life at the Zoo"- в переводе с английского - Жизнь в зоопарке) он шел в прокате США в 1946 году. В СССР фильм "Сила жизни" вышел в прокат в 1941 году. Постановлением Совета Народных Комиссаров Союза ССР от 13 марта 1941 года, режиссеру фильма Згуриди Александру Михайловичу, операторам - Пискунову Михаилу Георгиевичу и Троянскому Глебу Александровичу, консультантам - Лебедеву Владимиру Николаевичу и Мантейфелю Петру Александровичу,  присуждена Сталинская Премия второй степени. В 1946 году фильм номинирован на премию Американской киноакадемии.  В 1947 году участвовал в 19-й церемонии вручения премии Оскар в категории «лучший документальный короткометражный фильм». Награда досталась пропагандистскому фильму «Семена судьбы», созданному Военным министерством США). Фильм числится в каталоге Госфильмофонда 

## Описание
В фильме рассказывается о жизни животных.  Даже во время Великой Отечественной войны жизнь и работа в столичном зоопарке продолжались. Животные приобретали все большее значение для людей в это тяжёлое время. Конечно, жизнь в зоопарке несравнима с жизнью животных в дикой природе, но их опекуны и попечители делают все возможное, чтобы обеспечить им уход, необходимый для их благополучия.

## Награды и номинации
- Сталинская премия второй степени (Постановление Совета Народных Комиссаров Союза ССР от 13 марта 1941 года) . Фильм номинировался на премию «Оскар» (1947) в категории  лучший документальный короткометражный фильм[1].   Во исполнение Постановлений Совета Народных Комиссаров Союза ССР от 20 декабря 1939 г. и 20 декабря 1940 г. о присуждении Сталинских премий за выдающиеся работы в области искусства и литературы в период последних 6–7 лет, Совет Народных Комиссаров Союза ССР постановляет:   Присудить Сталинские премии за выдающиеся работы в области кинематографии в размере 50.000 рублей: 6. ЗГУРИДИ Александру Михайловичу, режиссеру, ПИСКУНОВУ Михаилу Георгиевичу и ТРОЯНСКОМУ Глебу Александровичу, операторам, ЛЕБЕДЕВУ Владимиру Николаевичу и МАНТЕЙФЕЛЮ Петру Александровичу, консультантам — за кинокартины: «В глубинах моря», вышедшую в 1939 г., и «Сила жизни», вышедшую в 1940 г.